# Um Dia na Vida de Olívia
Um Dia na Vida de Olivia é um filme brasileiro filmado em Porto Alegre. Escrito e dirigido por Rafael Stiborski, foi produzido entre julho e setembro de 2007. O filme passou por uma longa etapa de pós-produção, porém nunca foi concluído. 

## Elenco
- Bárbara Sbeghen.... Olívia Kolodziejski
- Pedro Furtado.... William Silva
- Laura Toscani.... Carol
- Márcio Reolon.... Guilherme
- Ceneli Meirelles.... Carmen
- Sidney Tomassini.... Rogério
- Jussara Brozoza.... Marcela
- Tiago Ribeiro.... Daniel
- Vanessa Forte.... Entrevistadora de emprego
- Gabriela Ramos.... Vivian
- Carlos Gerbase.... Médico